# Felix Örn Friðriksson
Felix Örn Friðriksson (født 16. marts 1999) er en islandsk fodboldspiller, der i øjeblikket spiller for Vejle Boldklub. Han blev hentet til klubben kort inde 2018/2019-sæsonen på en et-årig lejeaftale fra ÍBV med forkøbsret.

## International karriere
Han har repræsenteret Island på både U17 og U21-niveau, og fik sin senior-debut i en uofficiel træningskamp mod Indonesien den 11. januar 2018.